# St-Laurent (Paris)

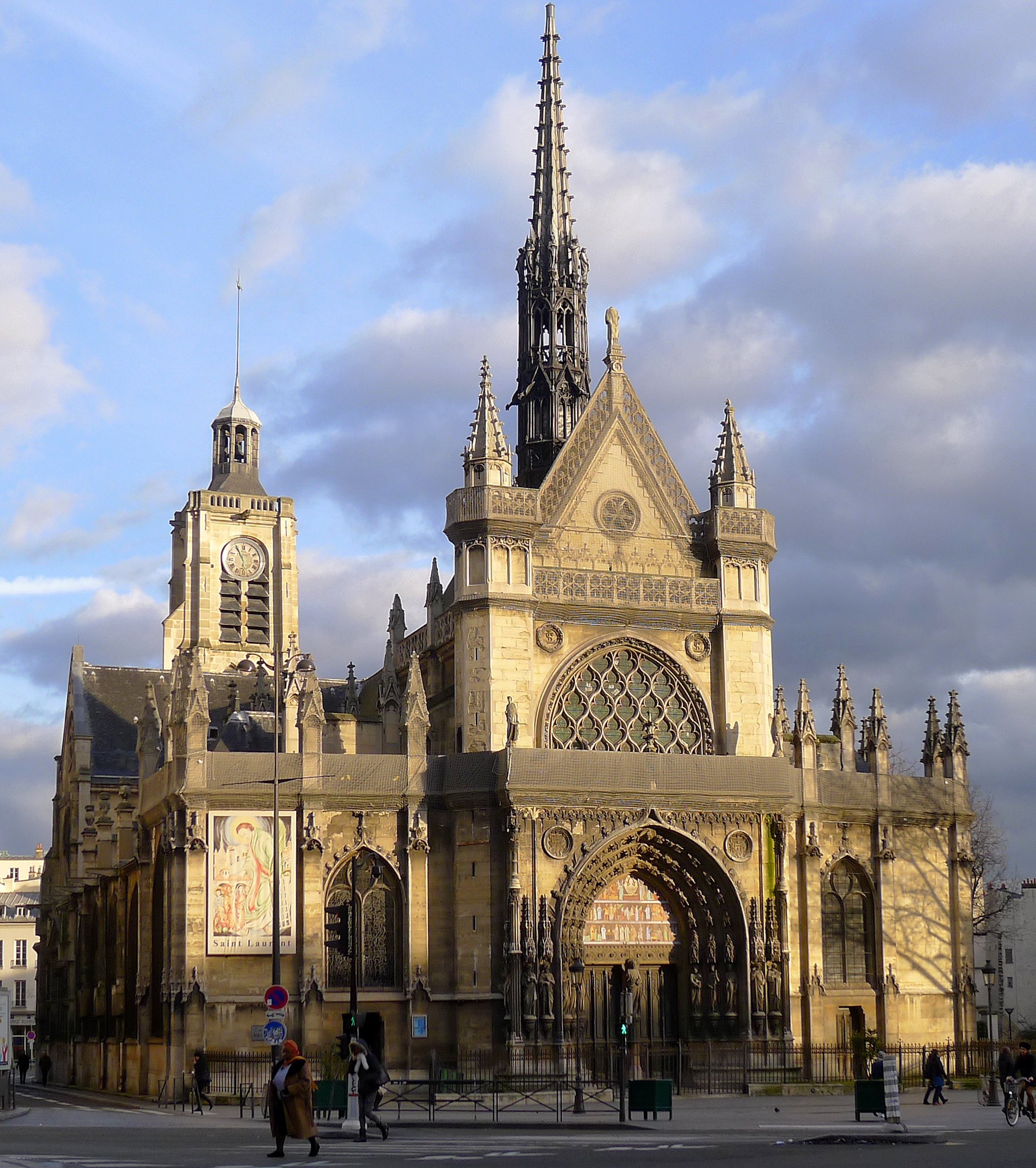
Saint-Laurent in Paris

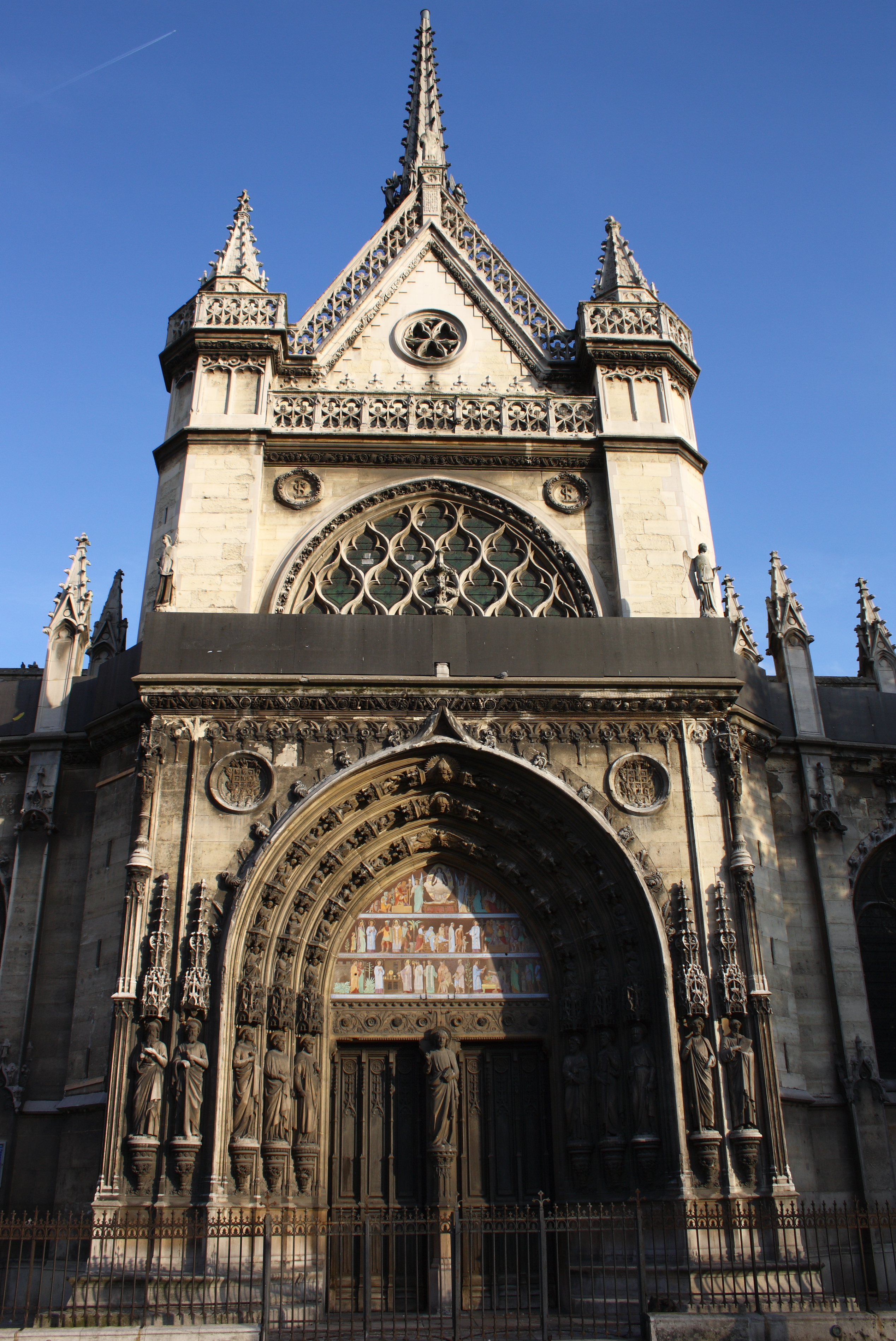
Westfassade

Die katholische Pfarrkirche Saint-Laurent in Paris wurde im 15. Jahrhundert im Stil der Spätgotik begonnen und im 18. Jahrhundert fertiggestellt. Im 19. Jahrhundert wurde sie verlängert und teilweise umgestaltet. Die Kirche steht an der Ecke Boulevard de Magenta Nr. 68 und Rue Sibour im 10. Pariser Arrondissement. Die nächste Metrostation ist Gare de l’Est der Linien 4, 5 und 7. 1945 wurde die Kirche in die Liste der französischen Baudenkmäler als Monument historique aufgenommen.

## Geschichte
Die Pfarrkirche Saint-Laurent ist auf einem der ältesten Kirchenstandorte von Paris errichtet. Bereits im 6. Jahrhundert, in merowingischer Zeit, gab es an der Stelle der heutigen Kirche ein Kloster und eine unter den Schutz des hl. Laurentius gestellte Kirche, die 583 von Gregor von Tours erwähnt wurde. Die Klostergebäude waren an der Römerstraße, die Senlis mit Orléans verband, errichtet worden und wurden während der Normanneneinfälle von 885 zerstört. Im 12. Jahrhundert wurde die Kirche, die 1180 zur Pfarrkirche erhoben wurde, wieder aufgebaut. Sie unterstand dem Priorat Saint-Martin-des-Champs und lag am Pilgerweg nach Santiago de Compostela. In den 1420er Jahren wurde mit dem Bau einer größeren Kirche begonnen, die erst 1739 fertiggestellt wurde. Von 1712 bis 1713 wurde die von einer bemalten Kuppel überspannte Chorscheitelkapelle mit dem Patrozinium Notre-Dame-des-Malades (Unserer Lieben Frau der Kranken) angebaut. Bis 1778 fand zum Fest des hl. Laurentius um die Kirche ein bedeutender Markt statt.
Während der Französischen Revolution wurde die Kirche ihrer Kunstschätze beraubt, als Temple de la Raison (Tempel der Vernunft) und Temple de la Viellesse (Tempel des Alters) zweckentfremdet und zeitweise für theophilanthropische Zusammenkünfte genutzt. 1802 wurde die Kirche wieder für den Gottesdienst geweiht.
Nach dem Durchbruch des Boulevard de Magenta und des Boulevard de Strasbourg im Zuge der Umgestaltung von Paris unter dem Präfekten Haussmann wurde das von Pierre d'Hardivilliers zu Beginn des 17. Jahrhunderts errichtete klassizistische Westportal abgerissen und die Kirche ab 1863 um zwei Joche verlängert. Damals erhielt die Fassade das heutige Portal im Stil der Neugotik.

## Architektur

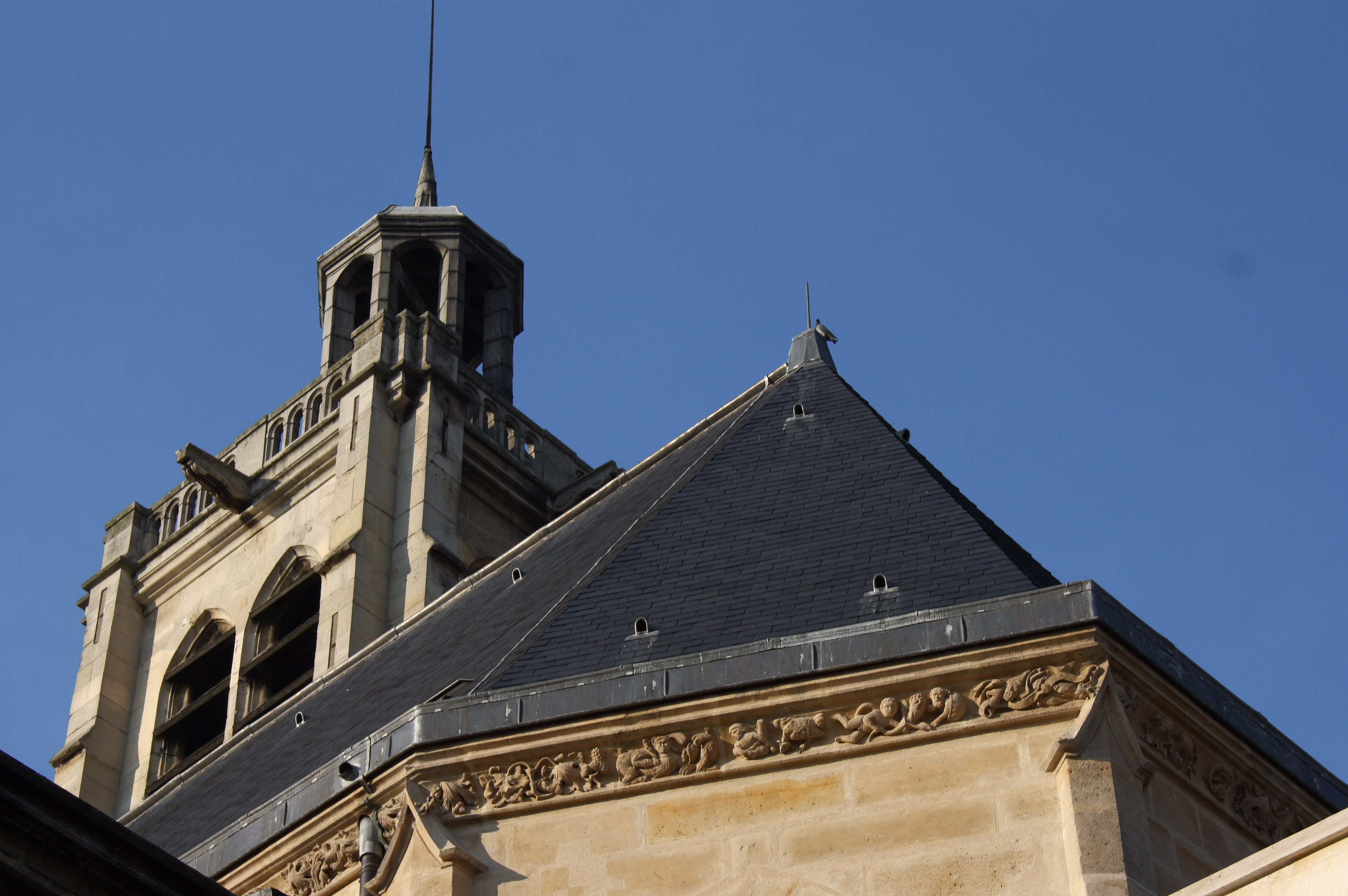
Apsis mit Fries

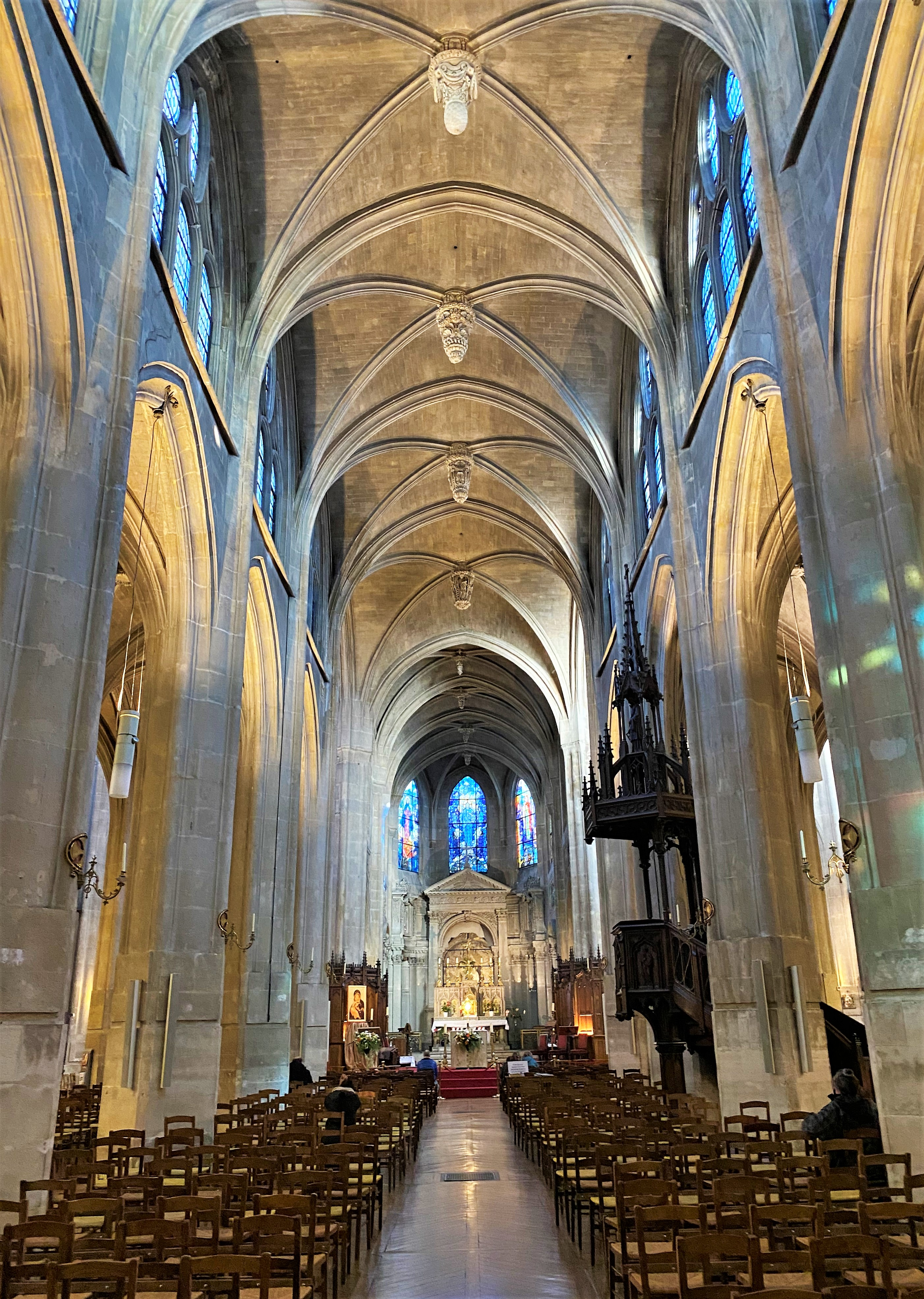
Kirchenschiff

### Außenbau
Der älteste Bauteil der Kirche ist das Untergeschoss des Glockenturmes. Es stammt von der Vorgängerkirche des 12. Jahrhunderts, von der der Turm ursprünglich getrennt stand. Unter dem Dachansatz der Apsis verläuft ein mit menschlichen Figuren, Tieren und Fabelwesen skulptierter Fries aus dem 15. Jahrhundert. Der bronzene Dachreiter, der an die Sainte-Chapelle erinnert, wurde im 19. Jahrhundert auf das Langhaus gesetzt.
Die Westfassade wurde von Simon-Claude Constant-Dufeux nach 1867 mit einem von der Architektur der Gotik inspirierten Archivoltenportal gestaltet. Am Gewände sind Apostel dargestellt, die Bogenläufe sind mit musizierenden Engeln besetzt. Die Skulptur des Trumeaupfeilers wurde von Aimé-Napoléon Perrey geschaffen und stellt den segnenden Christus dar. Das Tympanon ist mit einem Gemälde auf emaillierter Lava versehen, das von Jean-Paul Balze ausgeführt wurde und das Martyrium und die Glorifizierung des hl. Laurentius darstellt.

### Innenraum
Der Innenraum wird durch Spitzbogenarkaden in drei Schiffe und fünf Joche gegliedert. Das Mittelschiff, das auf quadratischen Pfeilern mit Säulenvorlagen ruht, stammt weitgehend aus dem 15. Jahrhundert. Die Kapellen der Seitenschiffe wurden im 16. und 17. Jahrhundert angebaut. Aus dem 17. Jahrhundert stammt auch das Kreuzrippengewölbe des Hauptschiffs. Der Chor aus dem frühen 15. Jahrhundert wurde von Antoine Le Pautre (1621–1679) klassizistisch umgestaltet.

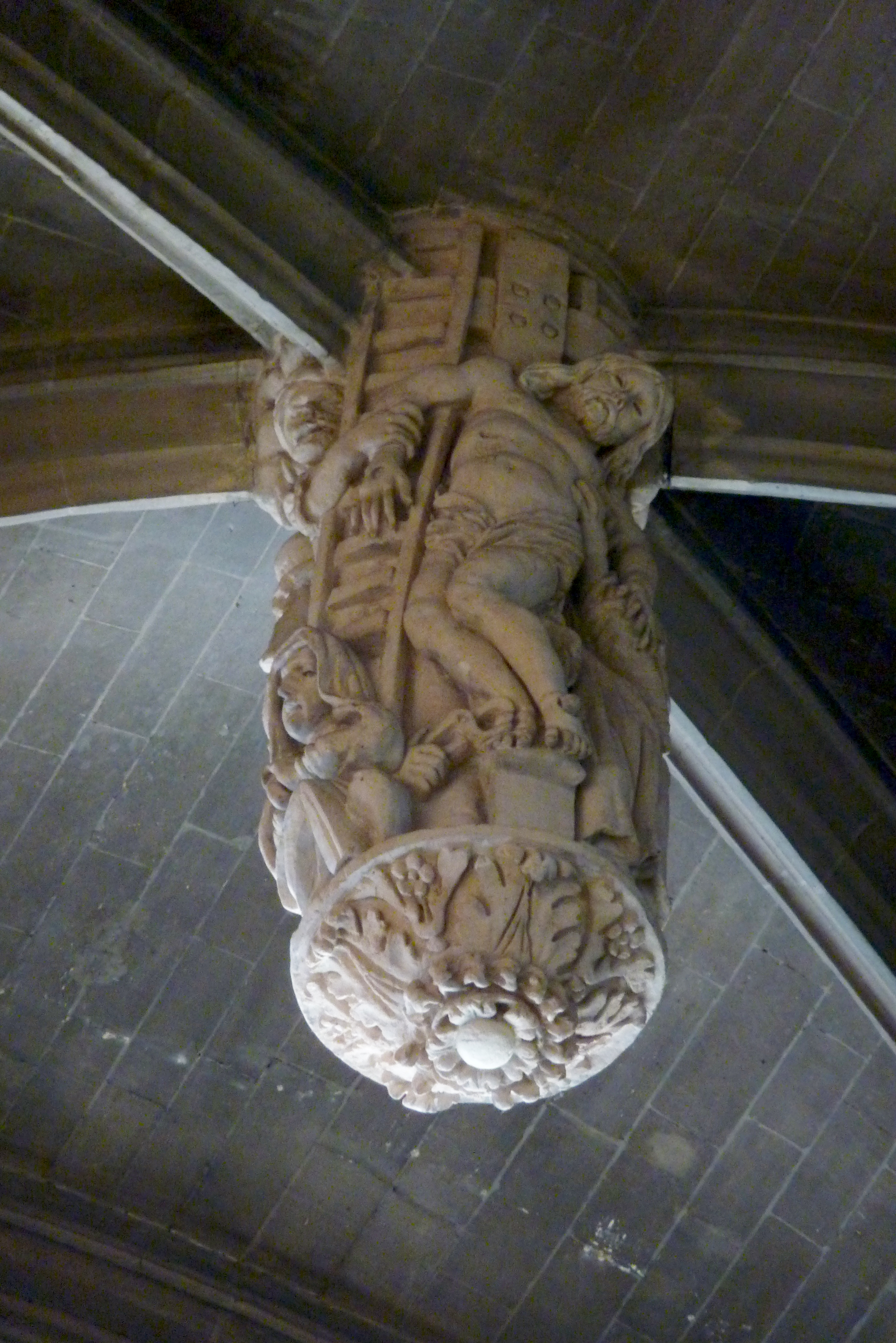
Schlussstein mit Darstellung der Kreuzabnahme

## Schlusssteine
Eine Besonderheit der Kirche sind die Schlusssteine. Diejenigen des Chorumgangs stammen aus dem 15. Jahrhundert. Sie sind als Medaillons gestaltet und stellen Heilige und Märtyrer dar; z. B. den hl. Laurentius mit seinem Grill, den hl. Honorius von Amiens mit zwei Brotlaiben, den hl. Nikolaus mit den drei Scholaren im Salzfass, den hl. Antonius mit dem Taukreuz.
Die Schlusssteine im Mittelschiff und im Querhaus stammen aus dem 17. Jahrhundert und tragen teilweise Jahreszahlen (1657 und 1659). Auf ihnen sind Engelsköpfe, Laubwerk oder Szenen aus dem Leben Jesu (Kreuzabnahme) und Marias dargestellt. Die Schlusssteine der Querschiffarme erreichen eine Länge von bis zu 1,50 Meter. Sie stellen dar: Maria mit dem Jesuskind, Johannes den Täufer, den hl. Laurentius mit seinem Grill, die hl. Apollonia mit einer Zange, dem Werkzeug, mit dem sie gefoltert wurde.

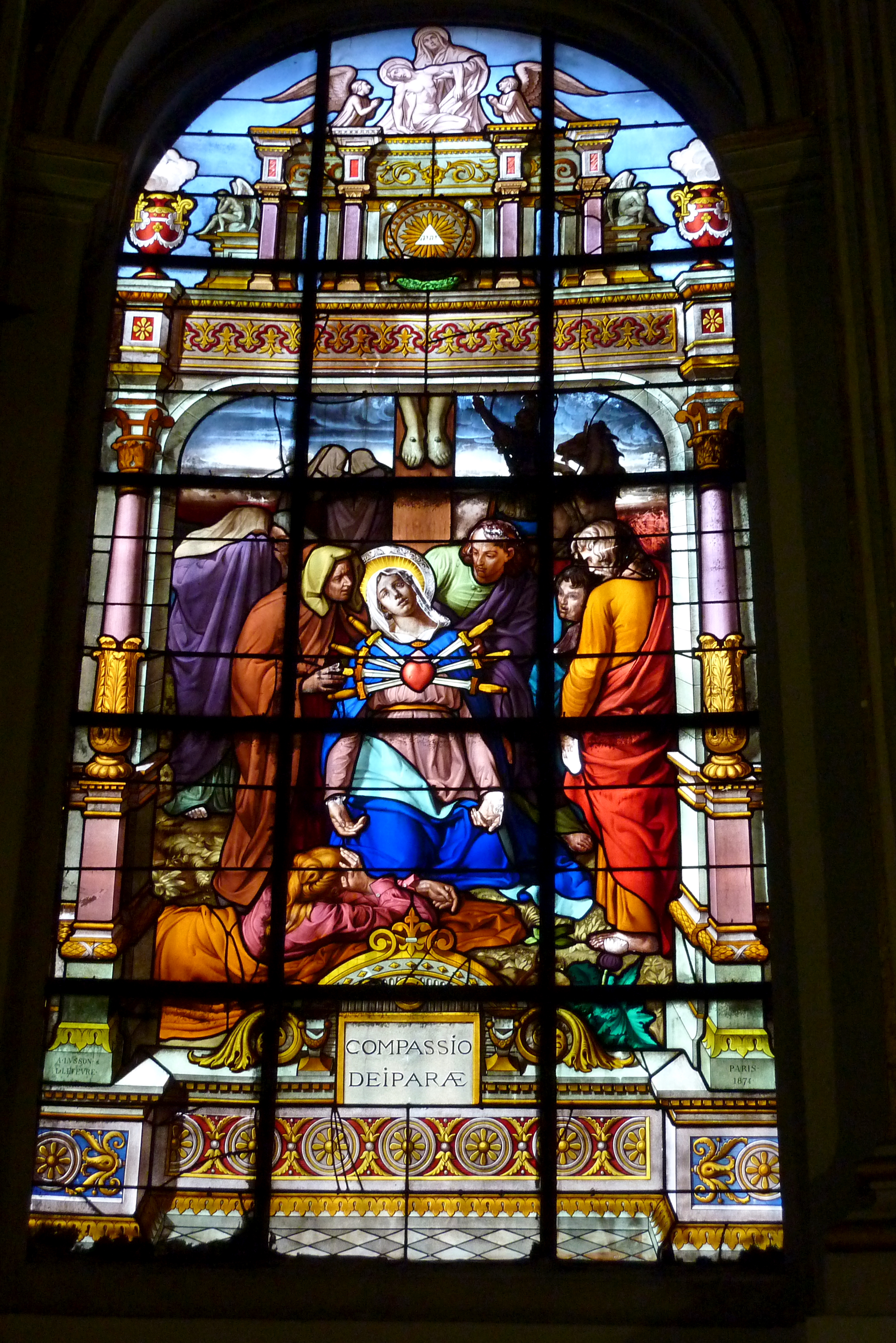
Marienfenster in der Kapelle Notre-Dame-des-Malades

## Bleiglasfenster
Die ältesten Fenster der Kirche sind die Bleiglasfenster im Chor. Sie wurden von Ernest Lami de Nozan (1801–1877) nach Kartons von Nicolas-Auguste Galimard (1813–1880) ausgeführt und 1847 eingebaut. Bis auf die beiden Fenster mit der Darstellung der fünf Apostel (Johannes, Judas, Paulus, Jakobus und Petrus) und des Abtes Domnolus wurden sie in den 1930er Jahren durch Fenster aus der Werkstatt von Jean Gaudin ersetzt, für die der polnische Maler Elesckiewicz die Vorlagen schuf.
Die Fenster der Marienkapelle Notre-Dame-des-Malades wurden von den Glasmalern Antoine Lusson und Léon Lefèvre 1874/75 ausgeführt. Die unteren Fenster stellen Szenen aus dem Leben Marias dar wie die Verkündigung, die Heimsuchung, die Sieben Schmerzen Mariens, Tod Mariens und der Himmelfahrt Mariens. Die oberen Fenster stellen den hl. Joseph mit dem Jesuskind dar, den hl. Vincent de Paul, einen Schutzengel und die Unterweisung Mariens.
Aus dem späten 19. Jahrhundert stammen die beiden Fenster der Franz-von-Sales-Kapelle und der Saint-Vincent-de-Paul-Kapelle im nördlichen Seitenschiff. Sie wurden 1887/88 von Emmanuel Champigneulle nach einem Karton von Pierre Fritel ausgeführt. Ein Fenster stellt den hl. Vinzenz von Paul und Louise de Marillac dar, das andere Fenster ist dem hl. Franz von Sales gewidmet, auf dessen Brust sich eine Taube niederlässt.
Die Mehrzahl der Fenster wurde zwischen 1953 und 1955 von Pierre Gaudin nach Kartons des Malers Elesckiewicz geschaffen.

## Orgeln

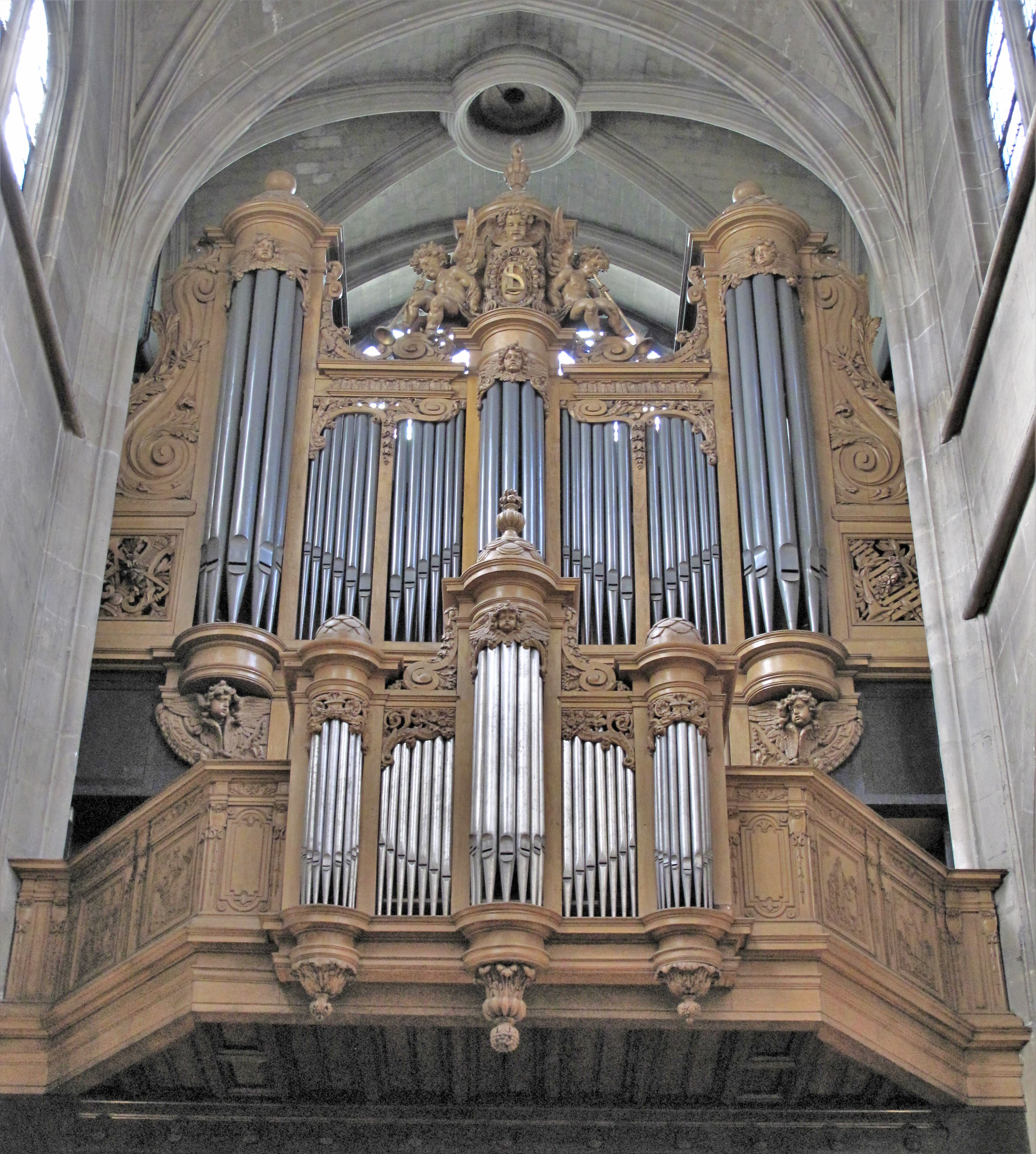
Hauptorgel

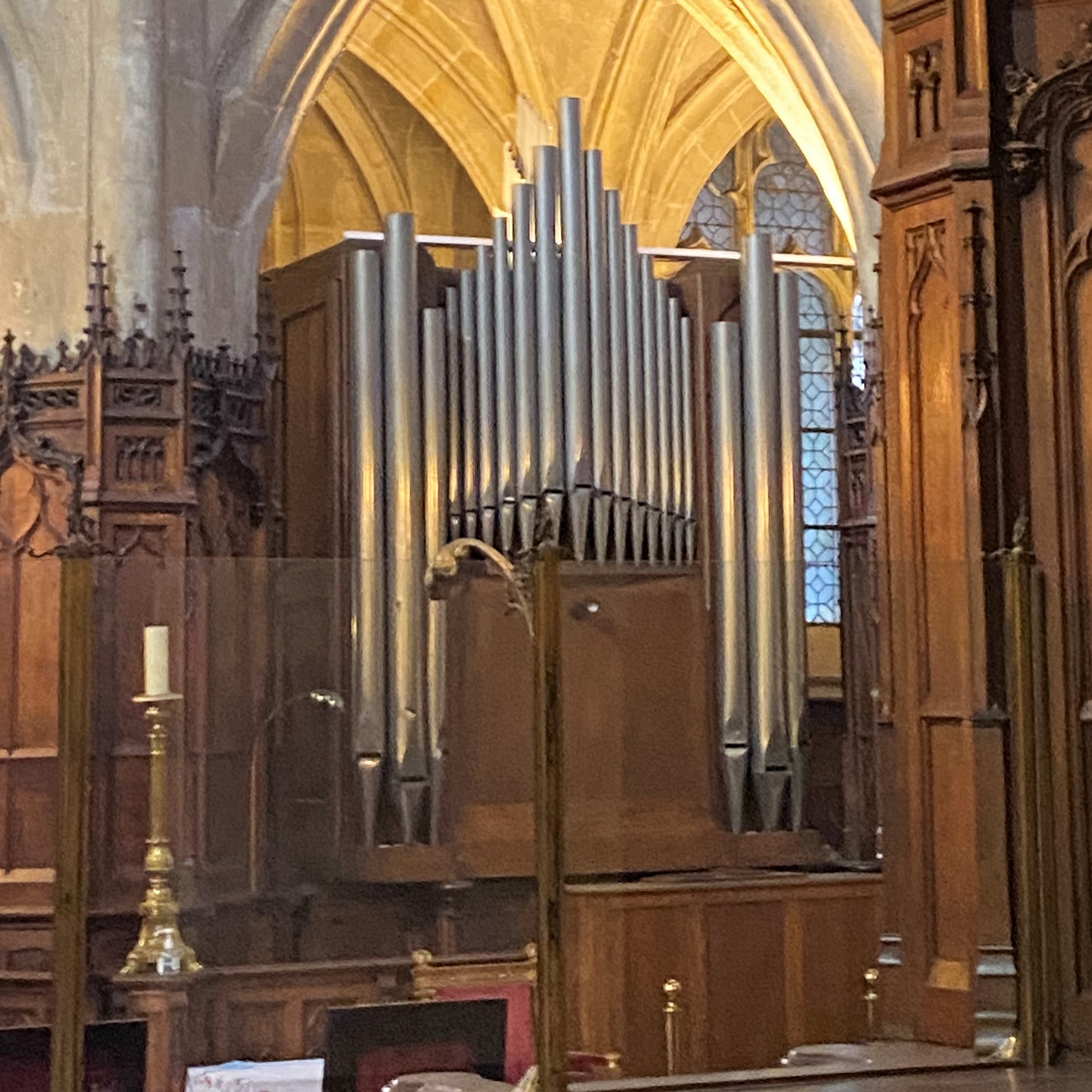
Chororgel

Die Hauptorgel von 1682 wird dem Orgelbauer François Ducastel zugeschrieben. Sie wurde 1767 von François-Henri Clicquot und 1867 von Joseph Merklin erweitert. Der Orgelprospekt wurde 1945 in die Liste der Monuments historiques aufgenommen. Das Instrument hat heute 40 Register auf drei Manualen und Pedal. Die Spiel- und Registertrakturen sind mechanisch.
| II Grand Orgue C–g3 |       |
| Montre              | 16′   |
| Bourdon             | 16′   |
| Montre              | 8′    |
| Bourdon             | 8′    |
| Gambe               | 8′    |
| Flûte harmonique    | 8′    |
| Flûte octaviante    | 4′    |
| Prestant            | 4′    |
| Quinte              | 2 ⁄3′ |
| Plein-jeu IV-V      |       |
| Cornet V            |       |
| Bombarde            | 16′   |
| Trompette           | 8′    |
| Clairon             | 4′    |

| I Positif C–g3   |    |
| Bourdon          | 8′ |
| Salicional       | 8′ |
| Unda maris       | 8′ |
| Prestant         | 4′ |
| Flûte octaviante | 4′ |
| Doublette        | 2′ |
| Fourniture IV    |    |
| Trompette        | 8′ |
| Cromorne         | 8′ |

| III Récit expressif C–g3 |     |
| Quintaton                | 16′ |
| Bourdon                  | 8′  |
| Violoncelle              | 8′  |
| Voix céleste             | 8′  |
| Flûte d’écho             | 4′  |
| Flageolet                | 2′  |
| Carillon III             |     |
| Trompette                | 8′  |
| Basson-hautbois          | 8′  |
| Voix humaine             | 8′  |
| Clarinette               | 8′  |

| Pédale C–f1 |     |
| Flûte       | 16′ |
| Octavebasse | 8′  |
| Flûte       | 4′  |
| Bombarde    | 16′ |
| Trompette   | 8′  |
| Clairon     | 4′  |